# Список римских пап из Германии
Восемь римских пап были германского происхождения, включая Адриана VI, чьи предки были из современной Германии.

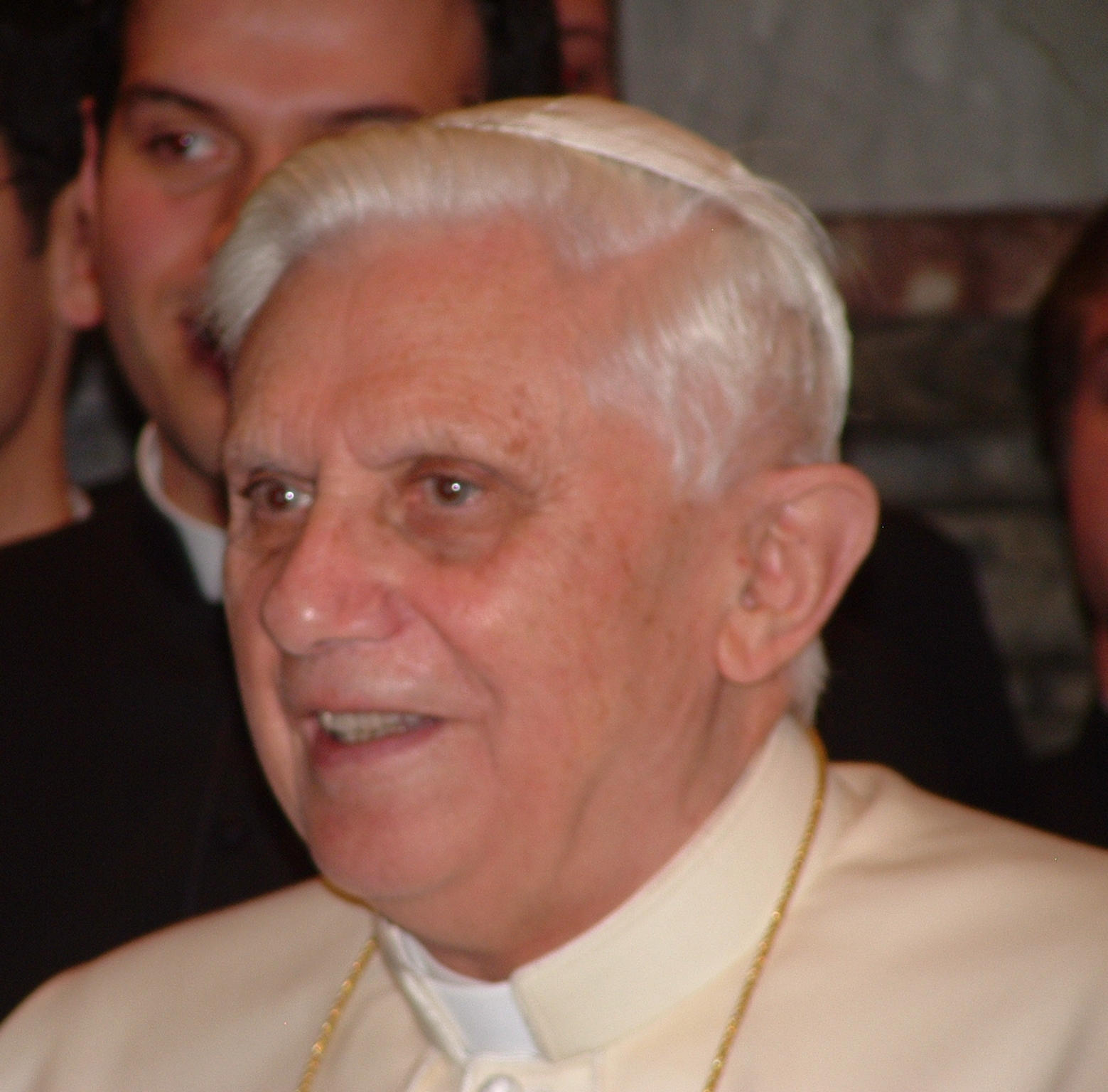
Бенедикт XVI первый папа-немец с 1523 года

1. Григорий V (Бруно Каринтийский) — 996—999.
2. Климент II (граф Суитгер Шидгер-Морслебен-Горнбург) — 1046—1047.
3. Дамасий II (граф Поппоне фон Бриксен) — 1048.
4. Святой Лев IX (граф Бруно Эгисхейм-Дагсбург) — 1049—1054.
5. Виктор II (граф Геберт Доленштейн-Гиршберг) — 1055—1057.
6. Стефан IX (X) (герцог Фридрих Лотарингский) — 1057—1058.
7. Адриан VI (Адриан Флоренс-Дедел) — 1522—1523.
8. Бенедикт XVI (Йозеф Ратцингер) — 2005—2013.

Папа римский Адриан VI, который правил в 1522—1523, был рождён и вырос в Утрехте, теперь это часть Нидерландов, и говорил на нижненемецком диалекте, от которого произошёл современный нидерландский язык. Епархия Утрехта была частью Священной Римской империи, и голландцы в то время рассматривались как немцы.